# جاسيك هوتشواجدا
جاسيك هوتشواجدا (مواليد 3 أبريل 1967) هو مبارز بالسيف ألماني، مثّل بلاده في الألعاب الأولمبية الصيفية 1992.

## روابط رياضية
جاسيك هوتشواجدا على موقع أوليمبيديا (الإنجليزية)